# Birim South
Birim South är ett distrikt i Ghana.   Det ligger i regionen Östra regionen, i den södra delen av landet, 100 km väster om huvudstaden Accra. Antalet invånare är 183 468. Arean är 300 kvadratkilometer.
Terrängen i Birim South är huvudsakligen platt.